# Cotter River
La Cotter River est un affluent de la Murrumbidgee située dans le Territoire de la capitale australienne.

## Géographie
D'une longueur de 76 km, elle prend sa source sur les flancs du mont Bimberi et après un parcours de 74 km se jette dans la Murrumbidgee. Elle porte le nom d'un ancien bagnard, Garrett Cotter qui fut le premier Européen à s'installer dans la région au milieu du XIXe siècle.
C'est avec la Queanbeyan River, l'une des deux rivières qui alimentent Canberra en eau.